# Phidotricha
Phidotricha is een geslacht van vlinders van de familie snuitmotten (Pyralidae), uit de onderfamilie Epipaschiinae.

## Soorten
- P. agriperda Dyar, 1925
- P. baradata Schaus, 1922
- P. erigens Ragonot, 1889
- P. insularella Ragonot, 1888
- P. limalis Schaus, 1922
- P. vedastella Schaus, 1922